# Clement Claiborne Clay
Pour les articles homonymes, voir Clay.
Clement Claiborne Clay (13 décembre 1816 - 31 janvier 1882) est sénateur des États-Unis de 1853 à 1861, puis sénateur des États Confédérés de 1861 à 1863. Son portrait apparait sur les billets de un dollar (4e édition et suivantes) émis par les Confédérés.
Soupçonnés d'être impliqué dans l'assassinat d'Abraham Lincoln, lui et sa femme Virginia Clay-Clopton sont emprisonnés au fort Monroe en 1865, où ils restent prisonniers pendant environ un an.

## Biographie

### Avant la guerre
Clement Claiborne Clay est le fils aîné de Clement Comer Clay, ancien sénateur et gouverneur de l'Alabama. Il épouse en 1843 Virginia Tunstall, plus tard connue sous le nom de Virginia Clay-Clopton.
Clay fait ses études à l'université de l'Alabama, à Tuscaloosa, dont il est diplômé en 1834. Il obtient un diplôme de droit de l'Université de Virginie en 1839, et est admis au barreau de l'Alabama en 1840. 
Il est membre de la Chambre des Représentants de l'Alabama en 1842, 1844 et 1845. Il devient alors juge du comté de Madison (Alabama), et remplit cette fonction de 1848 à 1850. Il se présente alors à l'élection au Congrès des États-Unis en 1850, mais n'est pas élu.
En revanche, il est élu au Sénat des États-Unis, et exerce ses fonctions du 29 novembre 1853 au 21 janvier 1861. Il est connu pour ses positions modérées sur les droits du Sud. Néanmoins, son discours au sénat au sujet de l'entrée du Kentucky au sein des États-Unis en tant qu'État esclavagiste obtient une attention nationale. Pendant son exercice au sénat, il se lie d'amitié avec Jefferson Davis.

### Confédération
Il quitte le Sénat lorsque son état, l'Alabama, fait sécession lors de la Guerre de Sécession. Il refuse le poste de secrétaire à la Guerre en février 1861, arguant des problèmes de santé. Il est ensuite élu comme sénateur du premier Congrès des États confédérés, de 1862 à 1864. Cependant, son refus de soutenir l'augmentation du nombre de soldats lui coûte son siège lors des élections de 1863. 
Jefferson Davis l'envoie au Canada en tant qu'émissaire secret mais il n'obtient aucun résultat. Il participe avec d'autres agents confédérés à l'élaboration d'actions contre l'Union dont le raid de St. Albans dans le Vermont du 19 octobre 1864. Clay est alors impliqué dans le vol de 200 000 dollars et dans la mort d'un citoyen de la ville. Il est alors expulsé du Canada. 
Il revient à Richmond le 2 avril 1865 lors de l'évacuation de la ville. Le 10 mai 1865, il apprend qu'il est inculpé dans le cadre de l'enquête de l'assassinat du président Lincoln. Il se rend aux autorités fédérales et est emprisonné dans le fort Monroe du 22 mai 1865 au 18 avril 1866, date à laquelle les charges contre lui sont abandonnées.

### Après la guerre
Il meurt en 1882 dans le comté de Madison, en Alabama, et est enterré au cimetière de Maple Hill.